# Полайкасы
Полайкасы́ (чув. Пулайкасси) — деревня в Красноармейском районе Чувашской Республики.

## География
Находится в северной части Чувашии, на расстоянии приблизительно 10 км на север по прямой от районного центра села Красноармейское.

## История
Известна с 1858 года как околоток Палайкасы деревни Аткенева (ныне не существует) с 146 жителями. В 1906 году было учтено 45 дворов, 231 житель, в 1926 — 57 дворов, 255 жителей, в 1939—233 жителя, в 1979—241. В 2002 году было 67 дворов, в 2010 — 51 домохозяйство. В период коллективизации был образован колхоз «Новое дело», в 2010 году действовало ООО "Агрофирма «Таябинка». До 2021 года входила в состав Чадукасинского сельского поселения до его упразднения.

## Население
Постоянное население составляло 178 человек (чуваши 100 %) в 2002 году, 151 в 2010.